# Formule 1 in 2023

Formule 1 logo

Het Formule 1-seizoen 2023 was het 74ste Formule 1-seizoen. De "Formule 1", officieel het "FIA Formula One World Championship", is de hoogste klasse in de autosport zoals is bepaald door de Fédération Internationale de l'Automobile (FIA). Op 24 september behaalde Red Bull Racing voor de zesde keer het constructeurskampioenschap, en op 7 oktober behaalde Max Verstappen zijn derde wereldtitel op rij. Het seizoen startte op 5 maart in Bahrein en eindigde op 26 november na tweeëntwintig races in Abu Dhabi.

## Algemeen

### Technisch reglement
De laatste bijgewerkte versie van het technisch reglement werd gepubliceerd op 31 augustus 2023.

#### Porpoising
Nadat er gedurende het seizoen 2022 vaak porpoising-problemen zijn voorgekomen, stelt de FIA voor om wijzigingen in het reglement aan te brengen om excessieve porpoising / stuiteren te beperken. De vloerhoogte boven het wegdek wordt 15 mm hoger en de achterzijde van de diffuser wordt ook verhoogd, met een nog te bepalen verandering in hoogte. De stijfheid van de diffuserrand wordt verhoogd en een extra sensor wordt verplicht gesteld om het fenomeen porpoising beter in de gaten te houden. De zijdelingse vloerafbuigingstesten zullen ook strenger worden.

#### Rolbeugel
Naar aanleiding van het ongeluk van Zhou Guanyu tijdens de GP van Groot-Brittannië in 2022, zal er nu een afgeronde bovenkant op de rolbeugel vereist zijn, waardoor de kans kleiner wordt dat deze tijdens een ongeval in de grond graaft; er zal een wijziging worden doorgevoerd om te zorgen voor een minimale hoogte voor het aangrijpingspunt van de homologatietest; er komt een nieuwe fysieke homologatietest waarbij de belasting de rolbeugel in voorwaartse richting duwt; er komt een definitie van nieuwe tests, uit te voeren door berekening.

#### Gewicht
In 2022 was het minimumgewicht van de wagen gesteld op 798 kilogram (brandstof niet meegerekend). Voor 2023 wordt dit verlaagd met twee 2 kg tot 796 kg, wat betekent dat de ontwerpers voor een extra uitdaging staan om het gewicht te verminderen en op die manier de acceleratie van hun auto's te maximaliseren.

#### Spiegels
In een poging om het zicht van de coureur te verbeteren, worden de achteruitkijkspiegels van de Formule 1-auto's met de 2023-specificatie gewijzigd: de breedte van het reflecterende oppervlak wordt met 50 mm vergroot van 150 tot 200 mm.

#### Gekoelde brandstof
Teneinde betere prestaties van de motor te bewerkstelligen wordt er al langere tijd gebruik gemaakt van gekoelde brandstof. Vanaf 2023 mag de brandstof in de auto  op het moment wanneer de auto de pitbox verlaat niet kouder zijn dan de laagste van 10 graden Celsius ofwel 10 graden Celsius onder de omgevingstemperatuur.

### Sportief reglement
De laatste bijgewerkte versie van het sportief reglement werd gepubliceerd op 31 augustus 2023.

#### Banden
Teams zijn gewoonlijk vrij om te kiezen met welke bandensamenstelling ze rijden tijdens de kwalificatie. Echter – met de bedoeling het bandengebruik in de toekomst duurzamer te maken – zal de Formule 1 bij twee races in 2023 een proef doen met een vermindering van het aantal toegewezen bandensets van 13 naar 11. Bij die kwalificaties wordt ook een bepaald type band verplicht gesteld: de harde band in Q1, de medium in Q2 en de zachte band in Q3, ervan uitgaande dat het droog weer is tijdens de kwalificatie.

#### Gridstraffen
Er is een verduidelijking van de toepassing van gridstraffen: coureurs die meer dan 15 cumulatieve gridpositiestraffen hebben opgelopen, of die zijn gestraft om achteraan op de grid te starten, starten achter elke andere geclassificeerde coureur. Hun relatieve positie wordt bepaald in overeenstemming met het kwalificatieklassement.

#### Sprint
De sprint werd vanaf dit seizoen bij zes Grands Prix (Azerbeidzjan, Oostenrijk, België, Qatar, Verenigde Staten en São Paulo) verreden, tegenover drie in 2021 en 2022.
In april 2023 werd er op verzoek van de teams een wijziging in de regels doorgevoerd, de kwalificatie voor de hoofdrace op zondag wordt nu op vrijdagmiddag afgewerkt, na de eerste vrije training. De zaterdag begint met een korte kwalificatie voor de sprint: SQ1 duurt 12 minuten met 20 coureurs, SQ2 duurt 10 minuten met 15 coureurs en SQ3 duurt 8 minuten met 10 coureurs. Later op de dag vindt de Sprint plaats. De eerste acht coureurs verdienen punten: Er zijn 8 punten voor de winnaar, 7 punten voor de nummer twee en zo door tot 1 punt voor nummer acht. 
De nieuwe opzet van het weekend gaat ten koste van de trainingstijd gedurende het weekend, desondanks waren alle teams voor deze wijzigingen.

### Financieel reglement
De laatste bijgewerkte versie van het financiële reglement werd gepubliceerd op 29 september 2023. Het budgetplafond is verlaagd naar 135 miljoen dollar. Het was oorspronkelijk vastgesteld op 140 miljoen dollar in 2022, voordat het werd verhoogd tot 142,5 miljoen dollar om rekening te houden met de inflatie. Aanvankelijk was de F1-commissie overeengekomen om de kostenlimiet te verhogen met 1,2 miljoen dollar om rekening te houden met extra kosten veroorzaakt door het toegenomen aantal races. De commissie kwam later overeen om het niveau van toekomstige kostenplafondverhogingen aan te passen tot 1,8 miljoen dollar per race wanneer de kalender uit meer dan eenentwintig races bestaat, om rekening te houden met de hogere kosten van races buiten Europa in vergelijking met Europese races. De teams hebben er ook mee ingestemd de FIA gemakkelijker toegang te geven tot de fabrieken wanneer de kostenplafonds worden gecontroleerd, zodat de teams zich gemakkelijker aan de kostenplafonds kunnen houden. Naast de zomerstop is er nu ook een winterstop ingevoerd waarin de teams niet aan de ontwikkeling van de wagens mogen werken.

## Kalender

Landen die in 2023 een Grand Prix organiseren zijn getoond in het groen, voormalige organiserende landen zijn getoond in het donkergrijs.

Op 20 september 2022 werd de kalender officieel bekendgemaakt.
Op 17 januari 2023 werd de definitieve kalender bekendgemaakt zonder een vervangende race voor de GP van China.

De GP van Las Vegas was de elfhonderdste race in de geschiedenis van de Formule 1.
| GP nr. | Ronde | Grand Prix                 | Circuit                            | Plaats                  | Datum        |
| ------ | ----- | -------------------------- | ---------------------------------- | ----------------------- | ------------ |
| 1080   | 1     | GP van Bahrein             | Bahrain International Circuit      | Sakhir                  | 5 maart      |
| 1081   | 2     | GP van Saoedi-Arabië       | Jeddah Corniche Circuit            | Jeddah                  | 19 maart     |
| 1082   | 3     | GP van Australië           | Albert Park Circuit                | Melbourne               | 2 april      |
| 1083   | 4     | GP van Azerbeidzjan        | Baku City Circuit                  | Bakoe                   | 30 april     |
| 1084   | 5     | GP van Miami               | Miami International Autodrome      | Miami Gardens (Florida) | 7 mei        |
| 1085   | 6     | GP van Monaco              | Circuit de Monaco                  | Monaco                  | 28 mei       |
| 1086   | 7     | GP van Spanje              | Circuit de Barcelona-Catalunya     | Montmeló                | 4 juni       |
| 1087   | 8     | GP van Canada              | Circuit Gilles Villeneuve          | Montréal (Quebec)       | 18 juni      |
| 1088   | 9     | GP van Oostenrijk          | Red Bull Ring                      | Spielberg               | 2 juli       |
| 1089   | 10    | GP van Groot-Brittannië    | Silverstone Circuit                | Silverstone             | 9 juli       |
| 1090   | 11    | GP van Hongarije           | Hungaroring                        | Mogyoród                | 23 juli      |
| 1091   | 12    | GP van België              | Circuit de Spa-Francorchamps       | Stavelot                | 30 juli      |
| 1092   | 13    | GP van Nederland           | Circuit Zandvoort                  | Zandvoort               | 27 augustus  |
| 1093   | 14    | GP van Italië              | Autodromo Nazionale di Monza       | Monza                   | 3 september  |
| 1094   | 15    | GP van Singapore           | Marina Bay Street Circuit          | Singapore               | 17 september |
| 1095   | 16    | GP van Japan               | Suzuka International Racing Course | Suzuka                  | 24 september |
| 1096   | 17    | GP van Qatar               | Losail International Circuit       | Lusail                  | 8 oktober    |
| 1097   | 18    | GP van de Verenigde Staten | Circuit of The Americas            | Austin (Texas)          | 22 oktober   |
| 1098   | 19    | GP van Mexico-Stad         | Autódromo Hermanos Rodríguez       | Mexico-Stad             | 29 oktober   |
| 1099   | 20    | GP van São Paulo           | Autódromo José Carlos Pace         | São Paulo               | 5 november   |
| 1100   | 21    | GP van Las Vegas           | Las Vegas Street Circuit           | Las Vegas (Nevada)      | 18 november  |
| 1101   | 22    | GP van Abu Dhabi           | Yas Marina Circuit                 | Yas                     | 26 november  |

### Kalenderwijzigingen in 2023
- De Grand Prix van Azerbeidzjan werd verplaatst van juni naar april.
- De Grand Prix van Miami en de Grand Prix van Emilia-Romagna verwisselden van plaats op de kalender.
- De Grand Prix van Monaco en de Grand Prix van Spanje verwisselden van plaats op de kalender.
- De Grand Prix van Oostenrijk en de Grand Prix van Groot-Brittannië verwisselden van plaats op de kalender.
- De Grand Prix van Frankrijk verdween van de kalender.
- De Grand Prix van Qatar keerde na een afwezigheid van een jaar (vanwege de organisatie van het WK voetbal 2022) terug op de kalender.
- De Grand Prix van Las Vegas verscheen voor het eerst op de Formule 1-kalender sinds 1982 en zal op een zaterdag(avond) in plaats van op een zondag verreden worden.

### Testsessie
Voor het seizoen werd er één wintertestsessie gehouden van 23 tot en met 25 februari 2023 op het Bahrain International Circuit in Sakhir, Bahrein.

### Afgelast
De Grand Prix van China heeft een Formule 1-contract van de internationale autosportfederatie FIA en het Formula One Management (FOM) maar werd afgelast vanwege de nog altijd geldende coronamaatregelen. Er werd bekeken of er een vervangende Grand Prix voor China zou komen maar op 17 januari werd besloten dat dit seizoen 23 races zouden worden verreden.

De Grand Prix van Emilia-Romagna werd op 17 mei afgelast in verband met noodweer en overstromingen in de regio.

De Grand Prix van Rusland had een Formule 1-contract van de internationale autosportfederatie FIA en het Formula One Management (FOM). Het was oorspronkelijk de bedoeling dat de Grand Prix in de maand september gereden zou worden op het Igora Drive circuit gelegen bij de plaats Novozhilovo. Vanwege de Russische invasie van Oekraïne werd het contract echter op 3 maart 2022 opgezegd.
| Ronde | Grand Prix            | Circuit                                      | Plaats   | Originele datum |
| ----- | --------------------- | -------------------------------------------- | -------- | --------------- |
| 4     | GP van China          | Shanghai International Circuit               | Shanghai | 16 april        |
| 6     | GP van Emilia-Romagna | Autodromo Internazionale Enzo e Dino Ferrari | Imola    | 21 mei          |

### Autopresentaties
| Constructeur               | Chassis | Presentatiedatum | Presentatielocatie                 |
| -------------------------- | ------- | ---------------- | ---------------------------------- |
| Haas-Ferrari               | VF-23   | 31 januari 2023  | Online                             |
| Red Bull Racing-Honda RBPT | RB19    | 3 februari 2023  | New York                           |
| Williams-Mercedes          | FW45    | 6 februari 2023  | Online                             |
| Alfa Romeo-Ferrari         | C43     | 7 februari 2023  | Zürich                             |
| AlphaTauri-Honda RBPT      | AT04    | 11 februari 2023 | New York                           |
| Aston Martin-Mercedes      | AMR23   | 13 februari 2023 | Silverstone                        |
| McLaren-Mercedes           | MCL60   | 13 februari 2023 | Woking (McLaren Technology Centre) |
| Ferrari                    | SF-23   | 14 februari 2023 | Maranello                          |
| Mercedes                   | W14     | 15 februari 2023 | Silverstone                        |
| Alpine-Renault             | A523    | 16 februari 2023 | Londen                             |
| Bron: FIA                  |         |                  |                                    |

## Ingeschreven teams en coureurs
De volgende teams en coureurs nemen deel aan het FIA Wereldkampioenschap F1 in 2023. Alle teams rijden met banden van Pirelli. Elk team moet minstens twee rijders inschrijven, één voor elk van de twee verplichte wagens. Gedurende het seizoen mogen er per team maximaal vier verschillende coureurs aan wedstrijden deelnemen. 
Gedurende het seizoen moet elk team een coureur opstellen in een vrije training die niet in meer dan twee Grands Prix heeft gereden, twee keer, één keer in elke auto. De optredens van Oscar Piastri, Logan Sargeant en Nyck de Vries voor hun debuut tijdens de Grand Prix van Bahrein telden elk als een van de verplichte sessies voor respectievelijk McLaren-Mercedes, Williams-Mercedes en AlphaTauri-Honda RBPT.
| Inschrijving                                   | Constructeur                 | Chassis | Motor                             | Nr. | Coureur          | Ronde       | Nr. | Coureur vrije training | Ronde |
| ---------------------------------------------- | ---------------------------- | ------- | --------------------------------- | --- | ---------------- | ----------- | --- | ---------------------- | ----- |
| Alfa Romeo F1 Team Stake                       | Alfa Romeo-Ferrari           | C43     | Ferrari 066/10                    | 24  | Zhou Guanyu      | Alle        | 98  | Théo Pourchaire        | 22    |
| Alfa Romeo F1 Team Stake                       | Alfa Romeo-Ferrari           | C43     | Ferrari 066/10                    | 77  | Valtteri Bottas  | Alle        | 98  | Théo Pourchaire        | 19    |
| Scuderia AlphaTauri                            | AlphaTauri-Honda RBPT        | AT04    | Honda RBPTH001                    | 21  | Nyck de Vries    | 1–10        | 21  | Nyck de Vries          | 1     |
| Scuderia AlphaTauri                            | AlphaTauri-Honda RBPT        | AT04    | Honda RBPTH001                    | 3   | Daniel Ricciardo | 11–13 18–22 |     |                        |       |
| Scuderia AlphaTauri                            | AlphaTauri-Honda RBPT        | AT04    | Honda RBPTH001                    | 40  | Liam Lawson      | 13–17       |     |                        |       |
| Scuderia AlphaTauri                            | AlphaTauri-Honda RBPT        | AT04    | Honda RBPTH001                    | 22  | Yuki Tsunoda     | Alle        | 41  | Isack Hadjar           | 19    |
| BWT Alpine F1 Team                             | Alpine-Renault               | A523    | Renault E-Tech RE23               | 10  | Pierre Gasly     | Alle        | 61  | Jack Doohan            | 19    |
| BWT Alpine F1 Team                             | Alpine-Renault               | A523    | Renault E-Tech RE23               | 31  | Esteban Ocon     | Alle        | 61  | Jack Doohan            | 22    |
| Aston Martin Aramco Cognizant Formula One Team | Aston Martin Aramco-Mercedes | AMR23   | Mercedes-AMG F1 M14 E Performance | 14  | Fernando Alonso  | Alle        | 34  | Felipe Drugovich       | 22    |
| Aston Martin Aramco Cognizant Formula One Team | Aston Martin Aramco-Mercedes | AMR23   | Mercedes-AMG F1 M14 E Performance | 18  | Lance Stroll     | Alle        | 34  | Felipe Drugovich       | 14    |
| Scuderia Ferrari                               | Ferrari                      | SF-23   | Ferrari 066/10                    | 16  | Charles Leclerc  | Alle        | 39  | Robert Shwartzman      | 22    |
| Scuderia Ferrari                               | Ferrari                      | SF-23   | Ferrari 066/10                    | 55  | Carlos Sainz jr. | Alle        | 39  | Robert Shwartzman      | 13    |
| MoneyGram Haas F1 Team                         | Haas-Ferrari                 | VF-23   | Ferrari 066/10                    | 20  | Kevin Magnussen  | Alle        | 50  | Oliver Bearman         | 19    |
| MoneyGram Haas F1 Team                         | Haas-Ferrari                 | VF-23   | Ferrari 066/10                    | 27  | Nico Hülkenberg  | Alle        | 50  | Oliver Bearman         | 22    |
| McLaren Formula 1 Team                         | McLaren-Mercedes             | MCL60   | Mercedes-AMG F1 M14 E Performance | 4   | Lando Norris     | Alle        | 29  | Patricio O'Ward        | 22    |
| McLaren Formula 1 Team                         | McLaren-Mercedes             | MCL60   | Mercedes-AMG F1 M14 E Performance | 81  | Oscar Piastri    | Alle        | 81  | Oscar Piastri          | 1     |
| Mercedes-AMG PETRONAS Formula One Team         | Mercedes                     | W14     | Mercedes-AMG F1 M14 E Performance | 44  | Lewis Hamilton   | Alle        | 42  | Frederik Vesti         | 22    |
| Mercedes-AMG PETRONAS Formula One Team         | Mercedes                     | W14     | Mercedes-AMG F1 M14 E Performance | 63  | George Russell   | Alle        | 42  | Frederik Vesti         | 19    |
| Oracle Red Bull Racing                         | Red Bull Racing-Honda RBPT   | RB19    | Honda RBPTH001                    | 1   | Max Verstappen   | Alle        | 36  | Jake Dennis            | 22    |
| Oracle Red Bull Racing                         | Red Bull Racing-Honda RBPT   | RB19    | Honda RBPTH001                    | 11  | Sergio Pérez     | Alle        | 37  | Isack Hadjar           | 22    |
| Williams Racing                                | Williams-Mercedes            | FW45    | Mercedes-AMG F1 M14 E Performance | 2   | Logan Sargeant   | Alle        | 2   | Logan Sargeant         | 1     |
| Williams Racing                                | Williams-Mercedes            | FW45    | Mercedes-AMG F1 M14 E Performance | 23  | Alexander Albon  | Alle        | 45  | Zak O'Sullivan         | 22    |
| Bron: FIA                                      |                              |         |                                   |     |                  |             |     |                        |       |

### Veranderingen bij de teams in 2023
Honda keerde terug als naam bij Red Bull Racing en AlphaTauri met motornaam Honda RBPT. Honda zal technische hulp blijven leveren aan beide teams tot en met 2025.

### Veranderingen bij de coureurs in 2023

#### Van team / functie veranderd
- Fernando Alonso: Alpine → Aston Martin[55]
- Daniel Ricciardo: McLaren → Red Bull Racing (test- en reservecoureur)[82]
  - Op 11 juli werd bekendgemaakt dat Ricciardo vanaf de Grand Prix van Hongarije Nyck de Vries zal vervangen als rijder bij het team AlphaTauri.[83]
  - Nadat Riccardo op 25 augustus tijdens de tweede vrije training voor de Grand Prix van Nederland een middenhandsbeentje brak in zijn linkerhand, werd hij vanaf de derde vrije training en de vier volgende wedstrijden vervangen door Liam Lawson.[84]
- Pierre Gasly:  AlphaTauri → Alpine[51]
- Mick Schumacher: Haas → Mercedes (reservecoureur)[85]

#### Nieuw / teruggekeerd in de Formule 1
- Oscar Piastri: Alpine (reservecoureur) → McLaren[69]
- Nyck de Vries: Formule E (Mercedes-Benz EQ) → AlphaTauri[45]
- Logan Sargeant: Formule 2 (Carlin) → Williams[77]
- Nico Hülkenberg: Aston Martin (reservecoureur) → Haas[66]

#### Uit de Formule 1
- Sebastian Vettel: Aston Martin → carrière beëindigd[86]
- Nicholas Latifi: Williams → geen contract voor 2023[87]

## Resultaten en klassement

### Grands Prix
| Ronde | Grand Prix                            | Poleposition     | Snelste ronde   | Winnende coureur | Winnende constructeur | Verslag | WK-leider | Tweede | Voor- sprong |
| ----- | ------------------------------------- | ---------------- | --------------- | ---------------- | --------------------- | ------- | --------- | ------ | ------------ |
| 1     | GP van Bahrein                        | Max Verstappen   | Zhou Guanyu     | Max Verstappen   | Red Bull-Honda RBPT   | Verslag | VER       | PER    | 7            |
| 2     | GP van Saoedi-Arabië                  | Sergio Pérez     | Max Verstappen  | Sergio Pérez     | Red Bull-Honda RBPT   | Verslag | VER       | PER    | 1            |
| 3     | GP van Australië                      | Max Verstappen   | Sergio Pérez    | Max Verstappen   | Red Bull-Honda RBPT   | Verslag | VER       | PER    | 15           |
| 4     | GP van Azerbeidzjan +Sprint *1        | Charles Leclerc  | George Russell  | Sergio Pérez     | Red Bull-Honda RBPT   | Verslag | VER       | PER    | 6            |
| 5     | GP van Miami                          | Sergio Pérez     | Max Verstappen  | Max Verstappen   | Red Bull-Honda RBPT   | Verslag | VER       | PER    | 14           |
| 6     | GP van Monaco                         | Max Verstappen   | Lewis Hamilton  | Max Verstappen   | Red Bull-Honda RBPT   | Verslag | VER       | PER    | 39           |
| 7     | GP van Spanje                         | Max Verstappen   | Max Verstappen  | Max Verstappen   | Red Bull-Honda RBPT   | Verslag | VER       | PER    | 53           |
| 8     | GP van Canada                         | Max Verstappen   | Sergio Pérez    | Max Verstappen   | Red Bull-Honda RBPT   | Verslag | VER       | PER    | 69           |
| 9     | GP van Oostenrijk +Sprint *2          | Max Verstappen   | Max Verstappen  | Max Verstappen   | Red Bull-Honda RBPT   | Verslag | VER       | PER    | 81           |
| 10    | GP van Groot-Brittannië               | Max Verstappen   | Max Verstappen  | Max Verstappen   | Red Bull-Honda RBPT   | Verslag | VER       | PER    | 99           |
| 11    | GP van Hongarije                      | Lewis Hamilton   | Max Verstappen  | Max Verstappen   | Red Bull-Honda RBPT   | Verslag | VER       | PER    | 110          |
| 12    | GP van België +Sprint *2              | Charles Leclerc  | Lewis Hamilton  | Max Verstappen   | Red Bull-Honda RBPT   | Verslag | VER       | PER    | 125          |
| 13    | GP van Nederland                      | Max Verstappen   | Fernando Alonso | Max Verstappen   | Red Bull-Honda RBPT   | Verslag | VER       | PER    | 138          |
| 14    | GP van Italië                         | Carlos Sainz jr. | Oscar Piastri   | Max Verstappen   | Red Bull-Honda RBPT   | Verslag | VER       | PER    | 145          |
| 15    | GP van Singapore                      | Carlos Sainz jr. | Lewis Hamilton  | Carlos Sainz jr. | Ferrari               | Verslag | VER       | PER    | 151          |
| 16    | GP van Japan                          | Max Verstappen   | Max Verstappen  | Max Verstappen   | Red Bull-Honda RBPT   | Verslag | VER       | PER    | 177          |
| 17    | GP van Qatar +Sprint *3               | Max Verstappen   | Max Verstappen  | Max Verstappen   | Red Bull-Honda RBPT   | Verslag | VER       | PER    | 209          |
| 18    | GP van de Verenigde Staten +Sprint *2 | Charles Leclerc  | Yuki Tsunoda    | Max Verstappen   | Red Bull-Honda RBPT   | Verslag | VER       | PER    | 226          |
| 19    | GP van Mexico-Stad                    | Charles Leclerc  | Lewis Hamilton  | Max Verstappen   | Red Bull-Honda RBPT   | Verslag | VER       | PER    | 251          |
| 20    | GP van São Paulo +Sprint *2           | Max Verstappen   | Lando Norris    | Max Verstappen   | Red Bull-Honda RBPT   | Verslag | VER       | PER    | 266          |
| 21    | GP van Las Vegas                      | Charles Leclerc  | Oscar Piastri   | Max Verstappen   | Red Bull-Honda RBPT   | Verslag | VER       | PER    | 276          |
| 22    | GP van Abu Dhabi                      | Max Verstappen   | Max Verstappen  | Max Verstappen   | Red Bull-Honda RBPT   | Verslag | VER       | PER    | 290          |

*1 Sergio Pérez won de Sprint van de Grand Prix van Azerbeidzjan.

*2 Max Verstappen won de Sprint van de Grand Prix van Oostenrijk, de Grand Prix van België, de Grand Prix van de Verenigde Staten en de Grand Prix van São Paulo.

*3 Oscar Piastri won de Sprint van de Grand Prix van Qatar.

### Puntentelling
Punten worden toegekend aan de top tien geklasseerde coureurs, en 1 punt voor de coureur die de snelste ronde heeft gereden in de grand prix (mits geëindigd in de top tien en indien er minimaal 50% wedstrijdafstand is afgelegd door de leider van de race).
Tevens worden punten toegekend aan de top acht geklasseerde coureurs van de sprint.
| Positie    | 01e0 | 02e0 | 03e0 | 04e0 | 05e0 | 06e0 | 07e0 | 08e0 | 09e0 | 010e0 | 0S0 |
| Grand Prix | 25   | 18   | 15   | 12   | 10   | 8    | 6    | 4    | 2    | 1     | 1   |
| Sprint     | 8    | 7    | 6    | 5    | 4    | 3    | 2    | 1    |      |       |     |

### Klassement bij de coureurs
| Pos. | Nr. | Coureur          | Grands Prix | Grands Prix | Grands Prix | Grands Prix | Grands Prix | Grands Prix | Grands Prix | Grands Prix | Grands Prix | Grands Prix | Grands Prix | Grands Prix | Grands Prix | Grands Prix | Grands Prix | Grands Prix | Grands Prix | Grands Prix | Grands Prix | Grands Prix | Grands Prix | Grands Prix | Punten |
| Pos. | Nr. | Coureur          | BHR         | SAR         | AUS         | AZE         | MIA         | MON         | SPA         | CAN         | OOS         | GBR         | HON         | BEL         | NED         | ITA         | SIN         | JPN         | QAT         | VST         | MXS         | SAP         | LSV         | ABU         | Punten |
| ---- | --- | ---------------- | ----------- | ----------- | ----------- | ----------- | ----------- | ----------- | ----------- | ----------- | ----------- | ----------- | ----------- | ----------- | ----------- | ----------- | ----------- | ----------- | ----------- | ----------- | ----------- | ----------- | ----------- | ----------- | ------ |
| 1    | 1   | Max Verstappen   | 1P          | 2S          | 1P          | 32          | 1S          | 1P          | 1PS         | 1P          | 1PS         | 1PS         | 1S          | 1           | 1P          | 1           | 5           | 1PS         | 21PS        | 1           | 1           | 1P          | 1           | 1PS         | 575    |
| 2    | 11  | Sergio Pérez     | 2           | 1P          | 5S          | 1           | 2P          | 16          | 4           | 6S          | 23          | 6           | 3           | 2           | 4           | 2           | 8           | DNF         | 10          | 54          | DNF         | 34          | 3           | 4           | 285    |
| 3    | 44  | Lewis Hamilton   | 5           | 5           | 2           | 76          | 6           | 4S          | 2           | 3           | 8           | 3           | 4P          | 74S         | 6           | 6           | 3S          | 5           | 5DNF        | 2DSQ        | 2S          | 78          | 7           | 9           | 234    |
| 4    | 14  | Fernando Alonso  | 3           | 3           | 3           | 64          | 3           | 2           | 7           | 2           | 5           | 7           | 9           | 5           | 2S          | 9           | 15          | 8           | 86          | DNF         | DNF         | 3           | 9           | 7           | 206    |
| 5    | 16  | Charles Leclerc  | DNF         | 7           | DNF         | 23P         | 7           | 6           | 11          | 4           | 2           | 9           | 7           | 53P         | DNF         | 4           | 4           | 4           | 5           | 3DSQP       | 3P          | 5DNS        | 2P          | 2           | 206    |
| 6    | 4   | Lando Norris     | 17          | 17          | 6           | 9           | 17          | 9           | 17          | 13          | 4           | 2           | 2           | 67          | 7           | 8           | 2           | 2           | 3           | 42          | 5           | 2S          | DNF         | 5           | 205    |
| 7    | 55  | Carlos Sainz jr. | 4           | 6           | 12          | 5           | 5           | 8           | 5           | 5           | 36          | 10          | 8           | 4DNF        | 5           | 3P          | 1P          | 6           | 6DNS        | 63          | 4           | 86          | 6           | 18†         | 200    |
| 8    | 63  | George Russell   | 7           | 4           | DNF         | 48S         | 4           | 5           | 3           | DNF         | 87          | 5           | 6           | 68          | 17          | 5           | 16†         | 7           | 4           | 85          | 6           | 4DNF        | 8           | 3           | 175    |
| 9    | 81  | Oscar Piastri    | DNF         | 15          | 8           | 11          | 19          | 10          | 13          | 11          | 16          | 4           | 5           | 2DNF        | 9           | 12S         | 7           | 3           | 12          | DNF         | 8           | 14          | 10S         | 6           | 97     |
| 10   | 18  | Lance Stroll     | 6           | DNF         | 4           | 87          | 12          | DNF         | 6           | 9           | 49          | 14          | 10          | 9           | 11          | 16          | WD          | DNF         | 11          | 7           | 17†         | 5           | 5           | 10          | 74     |
| 11   | 10  | Pierre Gasly     | 9           | 9           | 13†         | 14          | 8           | 7           | 10          | 12          | 10          | 18†         | DNF         | 311         | 3           | 15          | 6           | 10          | 12          | 76          | 11          | 7           | 11          | 13          | 62     |
| 12   | 31  | Esteban Ocon     | DNF         | 8           | 14†         | 15          | 9           | 3           | 8           | 8           | 714         | DNF         | DNF         | 8           | 10          | DNF         | DNF         | 9           | 7           | DNF         | 10          | 10          | 4           | 12          | 58     |
| 13   | 23  | Alexander Albon  | 10          | DNF         | DNF         | 12          | 14          | 14          | 16          | 7           | 11          | 8           | 11          | 14          | 8           | 7           | 11          | DNF         | 713         | 9           | 9           | DNF         | 12          | 14          | 27     |
| 14   | 22  | Yuki Tsunoda     | 11          | 11          | 10          | 10          | 11          | 15          | 12          | 14          | 19          | 16          | 15          | 10          | 15          | DNS         | DNF         | 12          | 15          | 8S          | 12          | 69          | 18†         | 8           | 17     |
| 15   | 77  | Valtteri Bottas  | 8           | 18          | 11          | 18          | 13          | 11          | 19          | 10          | 15          | 12          | 12          | 12          | 14          | 10          | DNF         | DNF         | 8           | 12          | 15          | DNF         | 17          | 19          | 10     |
| 16   | 27  | Nico Hülkenberg  | 15          | 12          | 7           | 17          | 15          | 17          | 15          | 15          | 6DNF        | 13          | 14          | 18          | 12          | 17          | 13          | 14          | 16          | 11          | 13          | 12          | 19†         | 15          | 9      |
| 17   | 3   | Daniel Ricciardo |             |             |             |             |             |             |             |             |             |             | 13          | 16          | WD          |             |             |             |             | 15          | 7           | 13          | 14          | 11          | 6      |
| 18   | 24  | Zhou Guanyu      | 16S         | 13          | 9           | DNF         | 16          | 13          | 9           | 16          | 12          | 15          | 16          | 13          | DNF         | 14          | 12          | 13          | 9           | 13          | 14          | DNF         | 15          | 17          | 6      |
| 19   | 20  | Kevin Magnussen  | 13          | 10          | 17†         | 13          | 10          | 19†         | 18          | 17          | 18          | DNF         | 17          | 15          | 16          | 18          | 10          | 15          | 14          | 14          | DNF         | DNF         | 13          | 20          | 3      |
| 20   | 40  | Liam Lawson      |             |             |             |             |             |             |             |             |             |             |             |             | 13          | 11          | 9           | 11          | 17          |             |             |             |             |             | 2      |
| 21   | 2   | Logan Sargeant   | 12          | 16          | 16†         | 16          | 20          | 18          | 20          | DNF         | 13          | 11          | 18†         | 17          | DNF         | 13          | 14          | DNF         | DNF         | 10          | 16†         | 11          | 16          | 16          | 1      |
| 22   | 21  | Nyck de Vries    | 14          | 14          | 15†         | DNF         | 18          | 12          | 14          | 18          | 17          | 17          |             |             |             |             |             |             |             |             |             |             |             |             | 0      |
| Pos. | Nr. | Coureur          | BHR         | SAR         | AUS         | AZE         | MIA         | MON         | SPA         | CAN         | OOS         | GBR         | HON         | BEL         | NED         | ITA         | SIN         | JPN         | QAT         | VST         | MXS         | SAP         | LSV         | ABU         | Punten |
| Pos. | Nr. | Coureur          | Grands Prix |             |             |             |             |             |             |             |             |             |             |             |             |             |             |             |             |             |             |             |             |             | Punten |

| Resultaat                               |
| --------------------------------------- |
| Winnaar                                 |
| Tweede plaats                           |
| Derde plaats                            |
| Finish (Punten behaald)                 |
| Finish (Geen punten behaald)            |
| Niet geklasseerd (NC)                   |
| Uitgevallen (DNF)                       |
| Niet gekwalificeerd (DNQ)               |
| Gediskwalificeerd (DSQ)                 |
| Niet gestart (DNS)                      |
| Uitgesloten (EX)                        |
| Teruggetrokken (WD)                     |
| Niet deelgenomen (blanco cel)           |
| 1, 2, 3 Sprint positie (Punten behaald) |
| P Poleposition                          |
| S Snelste ronde                         |

Opmerkingen:

† — Coureur is niet gefinisht in de GP, maar heeft wel 90% van de race-afstand afgelegd, waardoor hij als geklasseerd genoteerd staat.

1 — Winnaar van de sprint.

2 — Tweede in de sprint.

enzovoort

8 — Achtste in de sprint.

### Klassement bij de constructeurs
| Pos. | Constructeur                | Nr. | Grands Prix | Grands Prix | Grands Prix | Grands Prix | Grands Prix | Grands Prix | Grands Prix | Grands Prix | Grands Prix | Grands Prix | Grands Prix | Grands Prix | Grands Prix | Grands Prix | Grands Prix | Grands Prix | Grands Prix | Grands Prix | Grands Prix | Grands Prix | Grands Prix | Grands Prix | Punten |
| Pos. | Constructeur                | Nr. | BHR         | SAR         | AUS         | AZE         | MIA         | MON         | SPA         | CAN         | OOS         | GBR         | HON         | BEL         | NED         | ITA         | SIN         | JPN         | QAT         | VST         | MXS         | SAP         | LSV         | ABU         | Punten |
| ---- | --------------------------- | --- | ----------- | ----------- | ----------- | ----------- | ----------- | ----------- | ----------- | ----------- | ----------- | ----------- | ----------- | ----------- | ----------- | ----------- | ----------- | ----------- | ----------- | ----------- | ----------- | ----------- | ----------- | ----------- | ------ |
| 1    | Red Bull Racing- Honda RBPT | 1   | 1P          | 2S          | 1P          | 32          | 1S          | 1P          | 1PS         | 1P          | 1PS         | 1PS         | 1S          | 1           | 1P          | 1           | 5           | 1PS         | 21PS        | 1           | 1           | 1P          | 1           | 1PS         | 860    |
| 1    | Red Bull Racing- Honda RBPT | 11  | 2           | 1P          | 5S          | 1           | 2P          | 16          | 4           | 6S          | 23          | 6           | 3           | 2           | 4           | 2           | 8           | DNF         | 10          | 54          | DNF         | 34          | 3           | 4           | 860    |
| 2    | Mercedes                    | 44  | 5           | 5           | 2           | 76          | 6           | 4S          | 2           | 3           | 8           | 3           | 4P          | 74S         | 6           | 6           | 3S          | 5           | 5DNF        | 2DSQ        | 2S          | 78          | 7           | 9           | 409    |
| 2    | Mercedes                    | 63  | 7           | 4           | DNF         | 48S         | 4           | 5           | 3           | DNF         | 87          | 5           | 6           | 86          | 17          | 5           | 16†         | 7           | 4           | 85          | 6           | 4DNF        | 8           | 3           | 409    |
| 3    | Ferrari                     | 16  | DNF         | 7           | DNF         | 23P         | 7           | 6           | 11          | 4           | 2           | 9           | 7           | 53P         | DNF         | 4           | 4           | 4           | 5           | 3DSQP       | 3P          | 5DNS        | 2P          | 2           | 406    |
| 3    | Ferrari                     | 55  | 4           | 6           | 12          | 5           | 5           | 8           | 5           | 5           | 36          | 10          | 8           | 4DNF        | 5           | 3P          | 1P          | 6           | 6DNS        | 63          | 4           | 86          | 6           | 18†         | 406    |
| 4    | McLaren-Mercedes            | 4   | 17          | 17          | 6           | 9           | 17          | 9           | 17          | 13          | 4           | 2           | 2           | 67          | 7           | 8           | 2           | 2           | 3           | 42          | 5           | 2S          | DNF         | 5           | 302    |
| 4    | McLaren-Mercedes            | 81  | DNF         | 15          | 8           | 11          | 19          | 10          | 13          | 11          | 16          | 4           | 5           | 2DNF        | 9           | 12S         | 7           | 3           | 12          | DNF         | 8           | 14          | 10S         | 6           | 302    |
| 5    | Aston Martin- Mercedes      | 14  | 3           | 3           | 3           | 64          | 3           | 2           | 7           | 2           | 5           | 7           | 9           | 5           | 2S          | 9           | 15          | 8           | 86          | DNF         | DNF         | 3           | 9           | 7           | 280    |
| 5    | Aston Martin- Mercedes      | 18  | 6           | DNF         | 4           | 87          | 12          | DNF         | 6           | 9           | 49          | 14          | 10          | 9           | 11          | 16          | WD          | DNF         | 11          | 7           | 17†         | 5           | 5           | 10          | 280    |
| 6    | Alpine-Renault              | 10  | 9           | 9           | 13†         | 14          | 8           | 7           | 10          | 12          | 10          | 18†         | DNF         | 311         | 3           | 15          | 6           | 10          | 12          | 76          | 11          | 7           | 11          | 13          | 120    |
| 6    | Alpine-Renault              | 31  | DNF         | 8           | 14†         | 15          | 9           | 3           | 8           | 8           | 714         | DNF         | DNF         | 8           | 10          | DNF         | DNF         | 9           | 7           | DNF         | 10          | 10          | 4           | 12          | 120    |
| 7    | Williams-Mercedes           | 2   | 12          | 16          | 16†         | 16          | 20          | 18          | 20          | DNF         | 13          | 11          | 18†         | 17          | DNF         | 13          | 14          | DNF         | DNF         | 10          | 16†         | 11          | 16          | 16          | 28     |
| 7    | Williams-Mercedes           | 23  | 10          | DNF         | DNF         | 12          | 14          | 14          | 16          | 7           | 11          | 8           | 11          | 14          | 8           | 7           | 11          | DNF         | 713         | 9           | 9           | DNF         | 12          | 14          | 28     |
| 8    | AlphaTauri- Honda RBPT      | 21  | 14          | 14          | 15†         | DNF         | 18          | 12          | 14          | 18          | 17          | 16          |             |             |             |             |             |             |             |             |             |             |             |             | 25     |
| 8    | AlphaTauri- Honda RBPT      | 3   |             |             |             |             |             |             |             |             |             |             | 13          | 16          | WD          |             |             |             |             | 15          | 7           | 13          | 14          | 11          | 25     |
| 8    | AlphaTauri- Honda RBPT      | 40  |             |             |             |             |             |             |             |             |             |             |             |             | 13          | 11          | 9           | 11          | 17          |             |             |             |             |             | 25     |
| 8    | AlphaTauri- Honda RBPT      | 22  | 11          | 11          | 10          | 10          | 11          | 15          | 12          | 14          | 19          | 17          | 15          | 10          | 15          | DNS         | DNF         | 12          | 15          | 8S          | 12          | 69          | 18†         | 8           | 25     |
| 9    | Alfa Romeo-Ferrari          | 24  | 16S         | 13          | 9           | DNF         | 16          | 13          | 9           | 16          | 12          | 12          | 16          | 13          | DNF         | 14          | 12          | 13          | 9           | 13          | 14          | DNF         | 15          | 17          | 16     |
| 9    | Alfa Romeo-Ferrari          | 77  | 8           | 18          | 11          | 18          | 13          | 11          | 19          | 10          | 15          | 15          | 12          | 12          | 14          | 10          | DNF         | DNF         | 8           | 12          | 15          | DNF         | 17          | 19          | 16     |
| 10   | Haas-Ferrari                | 20  | 13          | 10          | 17†         | 13          | 10          | 19†         | 18          | 17          | 18          | DNF         | 17          | 15          | 16          | 18          | 10          | 15          | 14          | 14          | DNF         | DNF         | 13          | 20          | 12     |
| 10   | Haas-Ferrari                | 27  | 15          | 12          | 7           | 17          | 15          | 17          | 15          | 15          | 6DNF        | 13          | 14          | 18          | 12          | 17          | 13          | 14          | 16          | 11          | 13          | 12          | 19†         | 15          | 12     |
| Pos. | Constructeur                | Nr. | BHR         | SAR         | AUS         | AZE         | MIA         | MON         | SPA         | CAN         | OOS         | GBR         | HON         | BEL         | NED         | ITA         | SIN         | JPN         | QAT         | VST         | MXS         | SAP         | LSV         | ABU         | Punten |
| Pos. | Constructeur                | Nr. | Grands Prix |             |             |             |             |             |             |             |             |             |             |             |             |             |             |             |             |             |             |             |             |             | Punten |

| Resultaat                               |
| --------------------------------------- |
| Winnaar                                 |
| Tweede plaats                           |
| Derde plaats                            |
| Finish (Punten behaald)                 |
| Finish (Geen punten behaald)            |
| Niet geklasseerd (NC)                   |
| Uitgevallen (DNF)                       |
| Niet gekwalificeerd (DNQ)               |
| Gediskwalificeerd (DSQ)                 |
| Niet gestart (DNS)                      |
| Uitgesloten (EX)                        |
| Teruggetrokken (WD)                     |
| Niet deelgenomen (blanco cel)           |
| 1, 2, 3 Sprint positie (Punten behaald) |
| P Poleposition                          |
| S Snelste ronde                         |

Opmerkingen:

† — Coureur is niet gefinisht in de GP, maar heeft wel 90% van de race-afstand afgelegd, waardoor hij als geklasseerd genoteerd staat.

1 — Winnaar van de sprint.

2 — Tweede in de sprint.

enzovoort

8 — Achtste in de sprint.
1950 · 1951 · 1952 · 1953 · 1954 · 1955 · 1956 · 1957 · 1958 · 1959 · 1960 · 1961 · 1962 · 1963 · 1964 · 1965 · 1966 · 1967 · 1968 · 1969 · 1970 · 1971 · 1972 · 1973 · 1974 · 1975 · 1976 · 1977 · 1978 · 1979 · 1980 · 1981 · 1982 · 1983 · 1984 · 1985 · 1986 · 1987 · 1988 · 1989 · 1990 · 1991 · 1992 · 1993 · 1994 · 1995 · 1996 · 1997 · 1998 · 1999 · 2000 · 2001 · 2002 · 2003 · 2004 · 2005 · 2006 · 2007 · 2008 · 2009 · 2010 · 2011 · 2012 · 2013 · 2014 · 2015 · 2016 · 2017 · 2018 · 2019 · 2020 · 2021 · 2022 · 2023 · 2024 · 2025 · 2026 
 Lijst van Formule 1 Grand Prix-wedstrijden